# Prix Afife
Le prix Afife du théâtre est une récompense turque pour les professionnels du théâtre. Il est organisé par la Yapı Kredi Bankası depuis 1996. Il est nommé en l'honneur d'Afife Jale, une des premières actrices du théâtre en Turquie.

## Prix décernés
- Meilleure production ;
- Meilleur réalisateur ;
- Meilleur acteur ;
- Meilleurs actrice ;
- Meilleur second rôle masculin ;
- Meilleur second rôle féminin ;
- Meilleur artiste jeune de sa génération ;
- Meilleure scène ;
- Meilleurs costumes ;
- Meilleure musique ;
- Meilleure lumière.

## Personnalités récompensées
- Seray Şahiner (1984-), écrivaine turque.